# بمب‌گذاری در حرم عسکریین

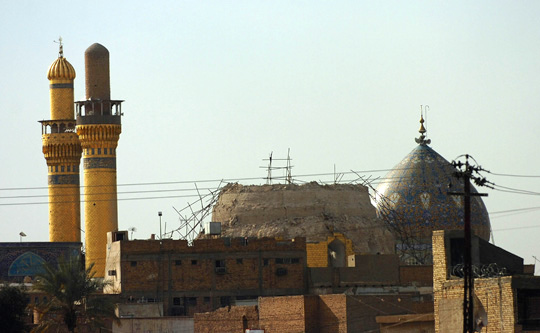
حرم امام هادی و امام حسن عسکری پس از انفجار و تخریب

پس از جنگ عراق در حرم عسکریین (حرم امامین علی النقی و حسن عسکری مدفون در سامرا)، دو بمب‌گذاری روی داد. اولین حمله در ۳ اسفند ۱۳۸۴ و دومین حمله پس از گذشت شانزده ماه در ۲۳ خرداد ۱۳۸۶ رخ داد.

## حمله اول
۳ اسفند ۱۳۸۴ هجری شمسی حدود ساعت ۷ صبح تکفیری‌های وابسته به القاعده به رهبری ابومصعب زرقاوی، با پوشیدن لباس نیروهای تکاور عراق، وارد حرم عسکرین شدند و پس از خلع سلاح نگهبانان، آنها را همراه با خادمان حرم در یکی از غرفه‌های صحن زندانی کردند. سپس با به‌کارگیری بیش از ۲۰۰ کیلوگرم تی ان تی و کارگزاری آن در مرکز گنبد اقدام به تخریب گنبد و بخشی از گلدسته‌های طلائی حرم کردند.
- در نتیجه این بمب‌گذاری، گنبد بنا با پوشش آجری و طلاکاریش و همچنین تزئینات کاشی‌کاری در دیوارهای آن، فرو ریخت. شدت این انفجار به حدی بود که برخی از مصالح و تزئینات به کار رفته تا شعاع نیم کیلومتر به بیرون پرتاب شد. اما به علت استحکام بنا، پایه‌های گنبد، بدنه اصلی و دیوارها، سالم باقی ماند.[۱]

### واکنش‌ها
- محمود احمدی‌نژاد، رئیس‌جمهور وقت ایران، در اولین واکنش ضمن تسلیت این اقدام تروریستی به حجت بن الحسن، سید علی خامنه‌ای و عموم مسلمانان جهان اعلام کرد: اهانت به پیامبر اسلام و اصرار بر تخریب و انفجار اماکن متبرکه و مورد احترام مسلمانان از یک توطئه سازمان یافته علیه اسلام و مسلمانان نشان دارد. وی همچنین مسئول و مقصر مستقیم این حمله تروریستی را اشغالگران عراق نامید.[۳]
- همچنین مراجع تقلید شیعه با صدور اطلاعیه‌های جداگانه هتک حرمت و حمله تروریست‌ها به حرم علی النقی را محکوم و مسلمانان را به هوشیاری دعوت کرده و از آنان خواستند به دام تفرقه افکنی دشمنان اسلام نیفتند و نیز روز پنجشنبه را عزای عمومی اعلام کردند.[۳]

## حمله دوم
دو سال بعد ۲۳ خرداد ۱۳۸۶ ساعت ۹صبح به وقت محلی دو انفجار دیگر در حرم عسکرین روی داد. با انفجار اول، مناره سمت چپ حرم به صورت کامل تخریب شد و ۵دقیقه بعد، با اصابت گلوله دوم مناره سمت راست نیز فرو ریخت.

### واکنش‌ها
- مردم نجف پس از انتشار خبر در این شهر تظاهرات کردند. تلویزیون دولتی عراق برنامه‌های عادی خود را قطع کرد. سیدعلی سیستانی ضمن محکوم کردن این اقدام، خواستار خویشتنداری مردم شد. نوری مالکی نخست‌وزیر عراق در دیدار با دیوید پترائوس فرمانده نظامی آمریکایی در عراق و رایان کروکر سفیر آمریکا در عراق خواستار اعزام نیروهای آمریکایی به سامرا برای جلوگیری از خشونت‌های احتمالی شد. مشاور مالکی القاعده را مسئول انفجار گلدسته‌ها دانست.
- سید عبدالعزیز حکیم، رئیس مجلس اعلای اسلامی عراق این اقدام تروریستی را محکوم کرد و از دولت عراق خواست در تأمین امنیت اماکن مقدسه و جان شهروندان عراقی مسئولانه تر عمل کند. مقتدی صدر نیز تکفیریها و صدامی‌ها را مسئول این انفجارها دانست و هواداران خود را به آرامش دعوت و سه روز عزای عمومی اعلام کرد.
- عبدالسلام الکبیسی، سخنگوی هیئت علمای مسلمین عراق که از اهل سنت می‌باشند این حمله تروریستی را محکوم و از عراقی‌ها خواست اقدام تلافی جویانه نکنند.[۵]

انتشارات قرآنیوم در ایران در سالروز بمب‌گذاری در حرم عسکریین طی بیانیه ای در محکومیت این اقدام برای نخستین بار تفسیر قرآن عسکری را با دستخط منسوب به امام یازدهم شیعیان (حسن بن علی العسکری) منتشر کرد.[�]

## پی‌نویس
1. 1 2  «دلیل تخریب حرم امام حسن عسکری (ع) چه بود؟». باشگاه خبرنگاران جوان.
2. ↑  «Hamshahri Newspaper». images.hamshahrionline.ir. دریافت‌شده در ۲۰۱۹-۱۰-۱۹.
3. 1 2  «روزنامه کیهان». web.archive.org. ۲۰۰۷-۰۷-۰۹. بایگانی‌شده از اصلی در ۹ ژوئیه ۲۰۰۷. دریافت‌شده در ۲۰۱۹-۱۰-۱۹.
4. ↑  «انفجار حرم عسکریین».
5. ↑  «گلدسته‌های حرم سامرا فرو ریخت». وب سایت روزنامه دنیای اقتصاد. ۲۴ خرداد ۱۳۸۶.